# Museu Bossuet
El museu Bossuet (musée Bossuet) és el museu d'art i d'història de la ciutat de Meaux. Situat a l'antic palau episcopal, porta el nom de l'orador i teòleg Jacques-Bénigne Bossuet, bisbe de Meaux de 1681 a 1704.

## Edificis

### El palau episcopal
Construït al segle XII (cap a 1160), a continuació remodelat al segle XVIII, el palau episcopal és avui, a nivell arquitectònic, una barreja entre art medieval i Renaixement. La realització més interessant del segle XVIII és la façana sud del palau, de rajoles i pedra, i dotada d'amples finestres creuades. La façana nord és igualment representativa de l'estil Grand Siècle. Les sales baixes del palau són les més antigues i daten de la segona meitat del segle XII. Les capelles baixes i altes daten igualment d'aquella època però van ser engrandides i adaptades al segle XV.

### Jardí
El jardí Bossuet és contigu al palau episcopal. És un jardí a la francesa en forma de mitra creat al segle XVII, sota l'episcopat de Dominique Séguier. Va prendre el nom del gran prelat l'any 1911, quan va estar obert al públic com a jardí municipal. Travessant-lo s'accedeix al gabinet de treball de Jacques-Benigne Bossuet. Tanmateix, aquest gabinet no és accessible al públic.

## Col·leccions

### Pintures i escultures

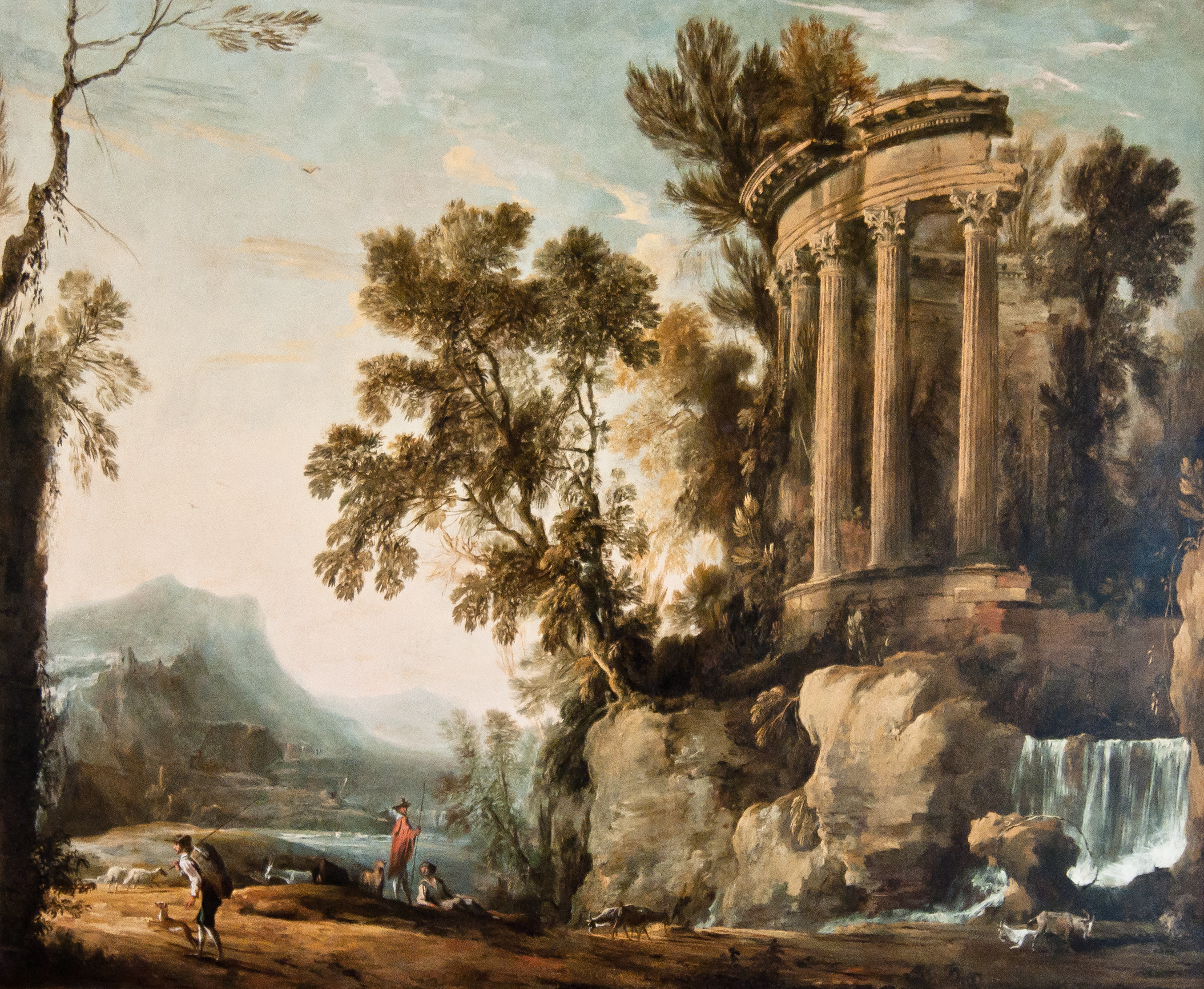
Henri Mauperché : Paysage avec le temple de la Sybille

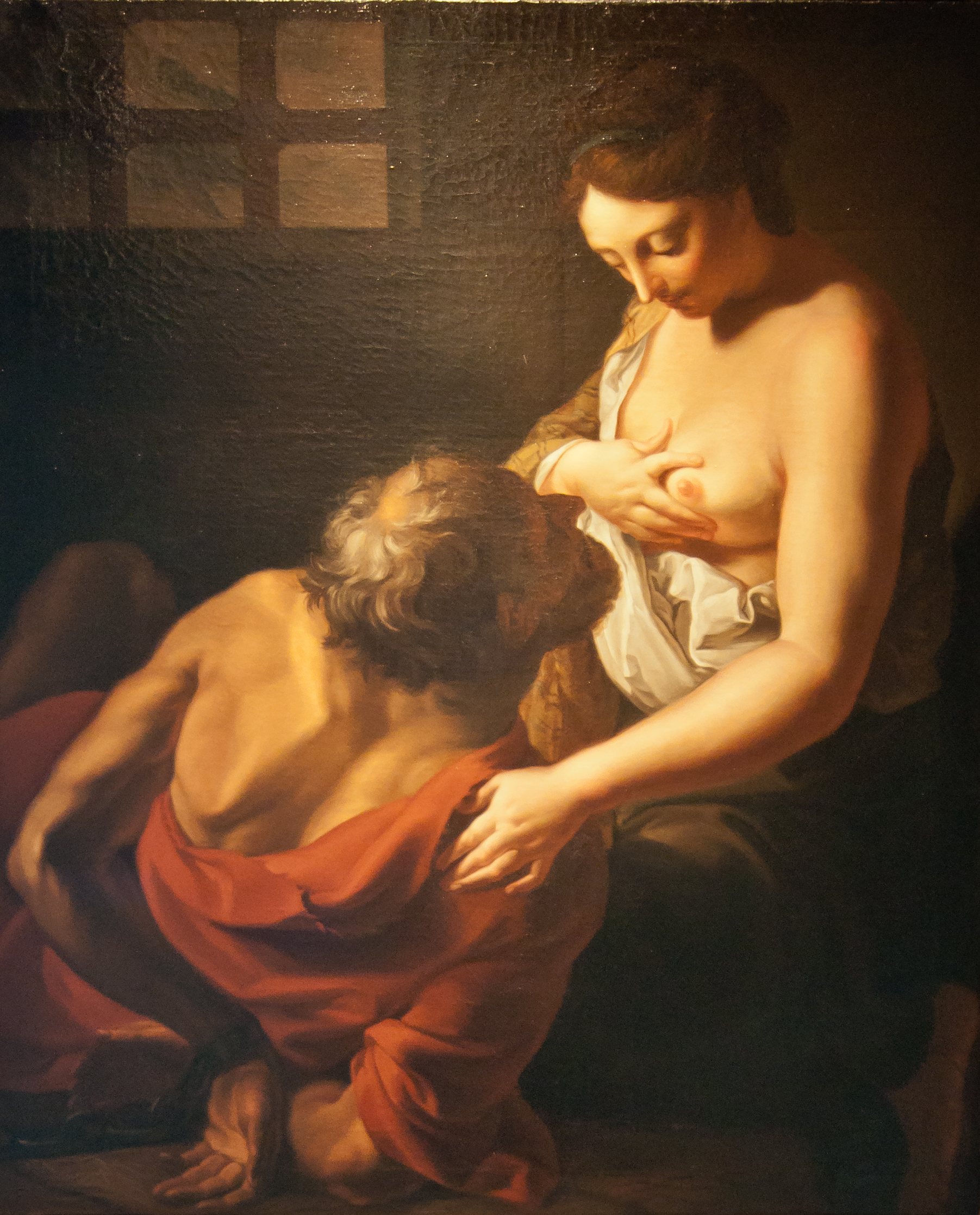
Antoine Rivalz: La Charité

El Palau Episcopal acull col·leccions de pintures i escultures, a més d’objectes d’història local. Les col·leccions han crescut sobretot gràcies al llegat del químic i col·leccionista Henri Moissan el 1914 i, més recentment, gràcies a la donació del neurobiòleg Jean-Pierre Changeux, que ha enriquit el museu amb una quarantena d’obres, les últimes de les quals van entrar a les col·leccions el 2006. Hi apareixen diverses escoles de pintura des del segle XVI al XX.
- Els segles xvi i xvii estan ben representats per les pintures d'inspiració religiosa de Frans Floris o Bon Boullogne així com obres de Gianfrancesco Penni, el Cavalier d'Arpin, Domenichino, Claude Deruet, Vignon, Jean Tassel, Jacques Blanchard, els germans Le Nain (Adoració dels Reis Mags), Henri Mauperché, Sébastien Bourdon (Saint Martin ressuscitant un jeune homme i Laban cherchant ses idoles), Noël Coypel, Jacques Courtois (dues escenes de batalla), així com Charles de Lafosse i Hyacinthe Rigaud.
- Del segle XVIII trobem les escenes mitològiques del segle XVIII de François Verdier i François de Troy i altres quadres d’Antoine Rivalz, Charles Antoine Coypel, François Lemoyne, Jean Restout, Charles-André van Loo, Jean-Baptiste Marie Pierre, Philippe Jacques de Louterbourg, Jacques Gamelin i Jean-Baptiste Regnault.
- El segle xix es reflecteix en els paisatges de l'Escola de Barbizon i les pintures dels orientalistes que formen un bell conjunt.
- Per a les escultures: des d’artistes medievals anònims fins a artistes com Edmé Bouchardon o Louis-Ernest Barrias del segle xix.

### Recorregut per sales

#### Rampa d'accés: bisbes de Meaux.
Al llarg de la rampa d'accés, molts quadres representen els successius bisbes de Meaux 

#### Sales 1 i 2 : El manierisme.
- A Europa : Giuseppe Cesari
- Floris i Senelle : Frans Floris, Jean Senelle

#### Sales 3 i 4 : l'època clàssica.
- El preclassicisme
- El Grand Siècle

#### Sales 5 i 6: El  XVIII
- La mitologia
- El neoclassicisme

#### Sales 7: els gabinets Bossuet.
El record de Bossuet, bisbe de Meaux de 1682 a 1704 és evocat pels seus retrats d'Hyacinthe Rigaud i de Pierre Mignard reunits al seu antic gabinet de treball.

#### Sales 8 i 9: El  XIX
- El orientalisme i el realisme
- El romanticisme